# Az első világháború évei (1918)
1918 az első világháború ötödik, záró éve.

## Wilson 14 pontja és tömeges sztrájkok
Woodrow Wilson amerikai elnök január 8-án a kongresszus két háza előtt tartott programbeszédében ismertette 14 pontját. Wilson ebben kifejtette, hogy a liberális politikai elveket kívánja meghonosítani a világban és legfontosabb célként a népek önrendelkezési jogát nevezte meg. A pontok között szerepelt a Belgiumot, Szerbiát és Montenegrót megszállva tartó csapatok kivonása, Elzász-Lotaringia feladása, egy önálló Lengyelország létrehozása, a tengereken való szabad hajózás, a fegyverkezés mérséklése és Ausztria-Magyarország népei számára az „autonóm fejlődés” lehetővé tétele. Január 24-én Ausztria-Magyarország visszautasította Wilson pontjait.
Január 14-én kezdődtek a januári sztrájkok (Jännerstreiks) Bécsújhelyen és környékén. A meginduló sztrájkhullámot csak erős katonai fellépéssel lehetett megállítani, és január 23-án folytatódott ismét a munka. Németországban január 28. és február 2. között Berlinben és más ipari központokban került sor tömegdemonstrációkra és sztrájkokra (itt: Januarstreik) több mint egy millió munkás részvételével, melyek a korábbi megmozdulásokkal ellentétben főként politikai jellegűek voltak és az „általános béke” mellett illetve az „annexiók és kontribúciók” (hadiadók) ellen szólaltak fel, amivel főként az OHL-nek a Breszt-Litovszkban tapasztalt annexiós törekvéseire utaltak. Az MSDP Friedrich Ebertet, Otto Braunt és Philipp Scheidemannt küldte a választmányba, hogy a „mozgalmat megfelelő keretek között tartsa”. Ausztriához hasonlóan itt is csak katonai fellépéssel lehetett elnyomni a mozgalmat. Január 31-én a berlini hatóságok kiélezett ostromállapotot (verschärfter Belagerungszustand) hirdettek, őrizetbe vették a sztrájk vezetőségét, majd 50 000, a megmozdulásokban részt vevő munkást a frontra küldtek. Február 3. után a legtöbb üzem ismét felvette a munkát.

## Az Oroszországgal kötött béke, a tavaszi offenzíva és a fordulat

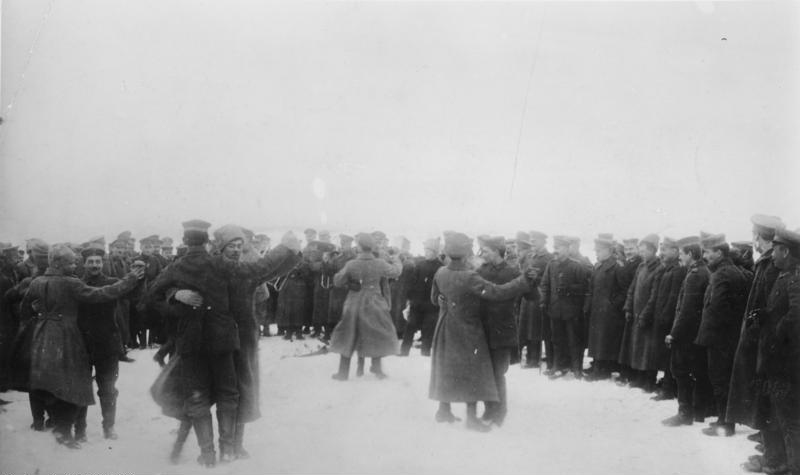
Orosz és német katonák barátkoznak a keleti fronton kötött tűzszünet ideje alatt

Szovjet-Oroszország területi veszteségei 1918 márciusáig

A breszt-litovszki béketárgyalások során a német fél január 19-én ultimátumszerűen követelte Oroszországtól, hogy mondjon le Lengyelország, Litvánia és Lettország területéről, mire a tárgyalások szovjet vezetője, Trockij tárgyalási szünetet kért. Petrográdban a kormányzat és a központi bizottság Trockij javaslatát fogadta el, miszerint a tárgyalásokat elhalasztják abban bízva, hogy a nyugateurópai proletariátus közeljövőben várt felkelését kivárják. Január 25-én Ukrajna a nem bolsevik központi tanács (Centralna Rada) döntése alapján függetlenné kiáltotta ki magát, február 9-én különbékét (Kenyérbékét) kötöttek Ukrajnával. Ukrajna nyugati részén a nagyvonalú határkijelölésért cserébe a központi hatalmak az ukrán kormányzattól jelentős gabonaszállítmányokat vártak el, ezzel egyidőben Oroszországtól ultimátumban követelték a békefeltételek elfogadását, mire Trockij – továbbra is a Németországban kirobbanó forradalomban bízva – a szerződés aláírása nélkül egyoldalúan elrendelte a demobilizációt. A központi hatalmak február 18-tól kezdődően az ökölcsapás hadművelet (Unternehmen Faustschlag) keretében megindulva néhány hét alatt nagy területeket szálltak meg a Baltikum nyugati határvidékén, Ukrajna nyugati részén, a Krímen, a Donyec menti ipari területen és Fehéroroszországban. A szovjet delegációnak a tárgyalások felvétele nélkül jóval súlyosabb feltételeket kellett elfogadnia ezt követően a március 3-án aláírt breszt-litovszki békeszerződésben. A központi hatalmak ebben bár a megszállt területek kiürítésére kötelezték magukat Lívföld kivételével, azonban Oroszországnak le kellett mondania Lengyelország, Litvánia és Kurföld területén támasztott területi igényeiről valamint a Törökország által követelt kaukázusi területekről. A békeszerződéssel összefüggésben márciusban Németország elismerte a hozzá szorosan kötődő Litvánia önállóságát, melyet február 16-án deklarált a balti állam. Egy augusztus 27-én aláírt kiegészítő szerződés rögzítette Oroszország lemondását Lívföldről illetve Finnország és Ukrajna függetlenségének elismerését. A Német Birodalom még június 28-án azt a jelentős következményekkel járó döntést hozta, hogy csapataival nem tör előre Petrográd irányába és az ideológiai fenntartások ellenére életben hagyja a bolsevizmust, mivel az oroszországi polgárháború többi szereplője nem ismerte el a breszt-litovszki szerződést. Oroszország e szerződés révén a lakosságának egyharmad részét, a nyersanyaglelőhelyeinek és iparának nagyobb részét átengedte a központi hatalmaknak.
A keleti fronton való harcok befejeződése 1917 vége óta várható volt a központi hatalmak számára és ez ahhoz vezetett, hogy 1917. november 11-én Monsban a német hadvezetés egy offenzíva megindítása mellett döntött a nyugati fronton. Több tervet is készítettek ehhez, melynek célja az lett volna, hogy a háborút még az előtt döntésre vigyék, hogy az amerikai csapatok jelentősebb számban megjelennének a harctereken. A döntő támadás megindítása mellett szólt az élelmiszerhiány a hátországban, ami szintén szükségessé tette a gyors katonai győzelmet.
1918. január 21-én Hindenburg és Ludendorff a több kidolgozott haditerv közül kiválasztották azt, amelyik a „Michael hadművelet” keretében végrehajtásra került. Az offenzívát Saint-Quentin körzetében a Somme mentén tervezték megindítani és északnyugatnak előre haladva kellett átkarolnia a brit hadsereget, a La Manche menti kikötőkbe szorítva azt. A főként Oroszországból kivont csapatokkal a nyugati fronton lévő német hadosztályok számát 147-ről 191-re sikerült növelni. Ugyanekkor az antant 178 hadosztállyal rendelkezett a nyugati fronton, így 1914 óta első ízben volt a németeknél a számbeli fölény, ez azonban a hadianyagokra nem vonatkozott. Március 10-ei parancsában Hindenburg március 21-ben határozta meg a támadás megindításának napját.

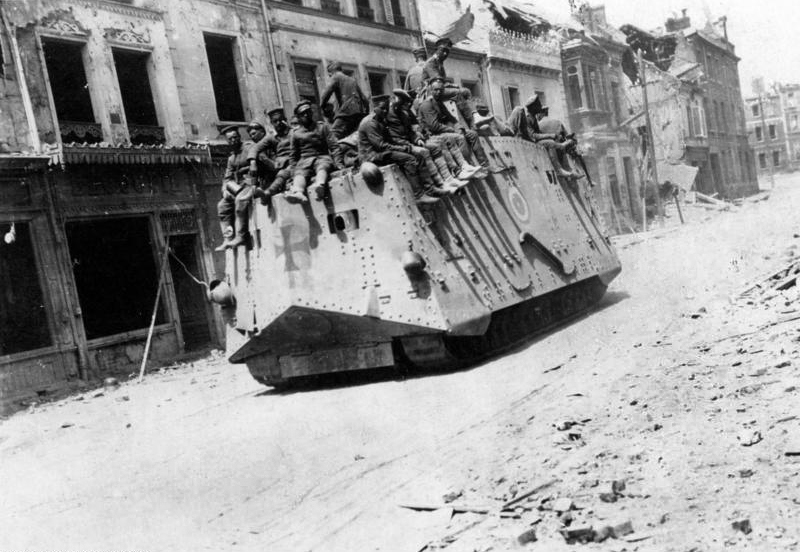
Egy német A7V harckocsi Roye-nál, kb. 40 km-re nyugatra a tavaszi offenzíva megindulási vonalától

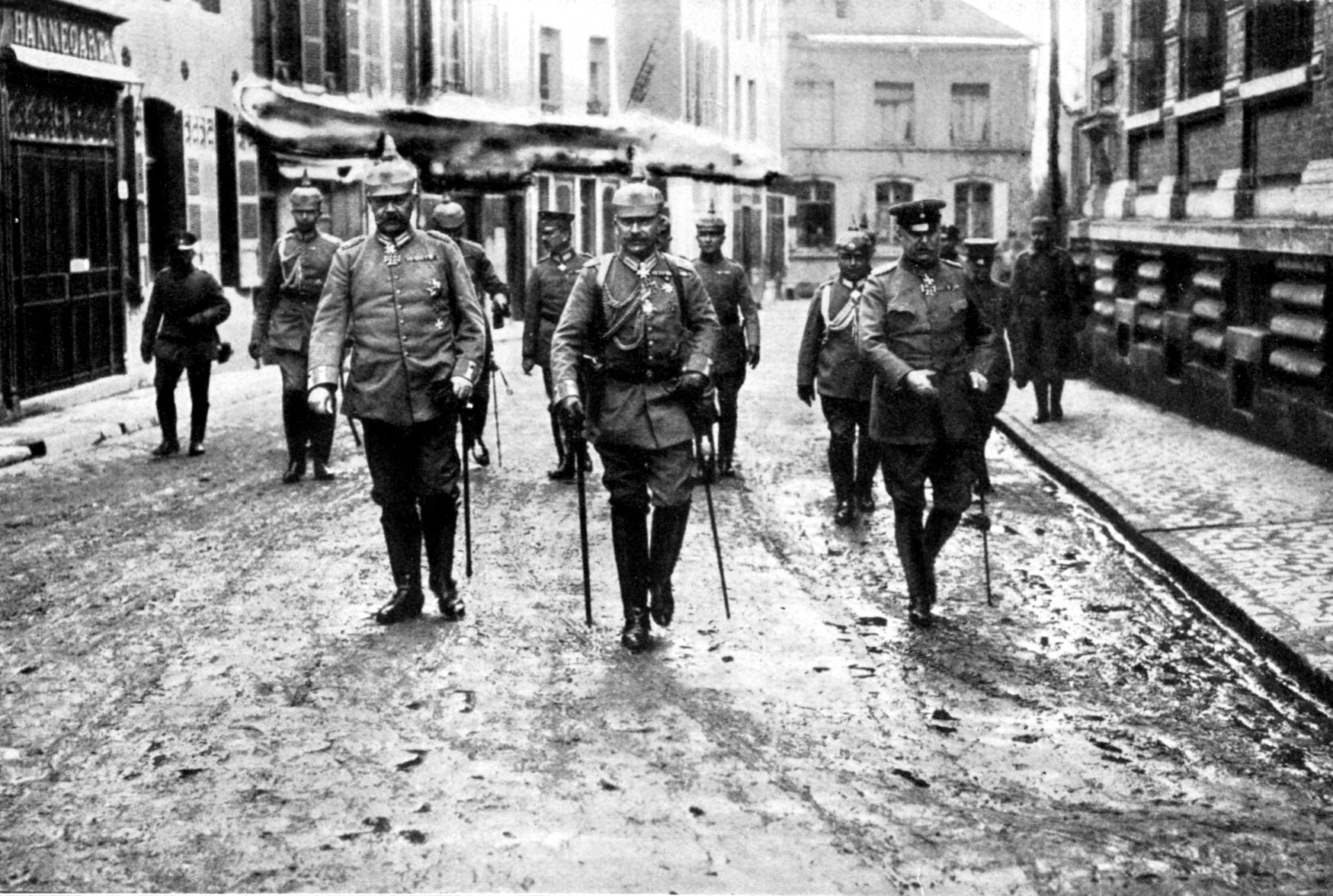
Az 1918-as tavaszi offenzíva: Paul von Hindenburg, Vilmos császár és Erich Ludendorff az OHL több más tagjával útban az Avesnes-sur-Helpe-ben lévő főhadiszállásra

A Michael hadművelet 1918. március 21-én kora reggel indult meg. A viszonylag rövid, mindössze öt órán át tartó tüzérségi előkészítés után a német rohamcsapatok (Sturmtruppen) a Hermann Geyer tábornok által kidolgozott beszivárgási taktika segítségével mélyen be tudtak törni a brit frontvonalba. A sikerhez hozzájárult egy újfajta német fegyver, az MP18 jelzésű géppisztoly. Az OHL a következő napok során többször megváltoztatta a támadás súlypontját és irányát. Főként Ludendorff adta fel „az egyetlen, masszív előretörés stratégiáját és döntött a három ékkel való támadás mellett, melyek közül egyik sem volt elég erős az áttörés eléréséhez”, ami miatt a vezérkaron belül súlyos kritikákkal illették: „Csakúgy, mint 1914-ben a Párizs felé való vonuláskor, a német hadsereg az eseményekre ezúttal is a legcsekélyebb ellenállás irányába való támadással reagált ahelyett, hogy a cselekvését maga határozta volna meg.” Ehhez járultak még az elpusztított Somme-vidék logisztikai nehézségei. A támadásokat nem utolsósorban az akasztotta meg, hogy a gyengén ellátott német csapatok a brit raktárak fosztogatásába kezdtek. Az antant hadianyagban jelentkező számbeli fölényét a németek nem tudták a súlypont gyors áthelyezésével tartósan ellensúlyozni. A háborúk történetében új jelenség volt, hogy a német veszteségeket hosszabb frontszakaszokon is többnyire légitámadások okozták. Az antanthatalmak április 3-án az események kényszerítő hatására Ferdinand Focht nevezték ki közös főparancsnoknak. Habár a német csapatok egy 80 km széles frontvonalon volt, ahol 60 km-t is előre nyomultak (St. Quentintől Montdidier-n túlra), az offenzíva magas, és többé már nem pótolható veszteségeket okozott a támadóknak. Az offenzíva egyetlen stratégiai célját sem érte el, viszont egy új ív jött létre a frontvonalban, amitől az hosszabbá, így nehezebben tarthatóvá vált. Az ausztrál csapatok április 5-én Amiens-nél végrehajtott ellentámadása után a Michael hadműveletet leállították.
Ludendorff, akinek eközben a vezérkarban vezetői hibákat róttak fel, alternatív terv készítéséhez látott hozzá, aminek a neve „Georg” lett és Flandriában a Leie folyó mentén 30 km széles sávban hajtották volna végre azzal a céllal, hogy Yperntől nyugatra elérjék a tengert. Ennek a hadműveletnek az eredménye lett a negyedik yperni csata. A Michael miatt ezt a hadműveletet már csak kisebb léptékben lehetett kivitelezni és emiatt át is nevezték „Georgettéra”. Néhány kezdeti siker után – mint például a stratégiailag fontos Kammelberg elfoglalása volt április 25-én – a támadás kifulladt. Az offenzíva során került sor az első harckocsik közötti összecsapásra és ekkor veszítette életét Manfred von Richthofen német vadászpilóta. A kimerült és csalódott német hadseregben április közepétől egyre gyakrabban fordult elő, hogy egyes csapatok megtagadták a támadási parancsot. A megcsappant morált tapasztalva az OHL május 27-én egy új offenzívát indított Blücher-Yorck hadművelet néven. Az 1918-as aisne-i csata alkalmával a háború addigi legerősebb tüzérségi koncentrációját hozták létre közel 6000 ágyú bevetésével, melyek négy óra leforgása alatt kétmillió lövedéket lőttek el a hadművelet előkészítéséhez. Május 29-re a németek ismét elérték a Marne-t és június 3-án Villers-Cotterêts előtt álltak, ezzel Párizs már csak 90 km-re volt tőlük (légvonalban 62 km-re). A Párizs-löveg lövedékei érték a francia fővárost, a német sikerek hatására a brit kabinet pedig az expedíciós hadsereg evakuálásáról folytatott vitát, de a beérkező amerikai csapatok segítségével végül sikerült az antantnak a Marne-nál stabilizálni a frontot. A német hadvezetés a magas veszteségek, az ellentámadások és logisztikai problémák miatt június 5-6-án megszakította az offenzívát. A hadműveletek során került sor a belleau-erdei csatára, melyben az Egyesült Államok tengerészgyalogsága is részt vett.
Ludendorff már június 9-én elindított egy újabb offenzívát a Matz folyó mentén Gneisenau hadművelet névvel, melyet június 14-én egy amerikai-francia ellentámadás miatt szintén le kellett állítani. Röviddel ezután az osztrák-magyar csapatoknak az olasz fronton indított offenzívája is sikertelenül végződött, a második piavei csata június 15. és 22. között zajlott. A tényleges fordulatot a nyugati fronton a második marne-i csata jelentette. A július 15-én, minden még rendelkezésre álló csapattal megindított német támadás eleinte jól haladt, de július 18-án a franciák és az amerikaiak ellentámadást indítottak kisméretű és fordulékony harckocsik Renault FT tömeges bevetésével. A leharcolt, hiányosan ellátott – egyes történészek szerint a spanyolnátha első hullámát az antant erőinél jobban megszenvedő – német csapatokat sikerült meglepni, ami után azok visszavonultak a három nappal korábban átlépett Marne mögé. A 7. német hadsereg összeköttetései veszélyeztetve voltak, így csaknem az összes májusban és júniusban elfoglalt területet fel kellett adni. A korabeli hivatalos történetírás július 18-át a háború sorsfordító napjaként tartja számon. Az antant ezen a napon magához ragadta a kezdeményezést és egészen a háború végéig nem engedte már ki a kezéből.

## A száznapos offenzíva

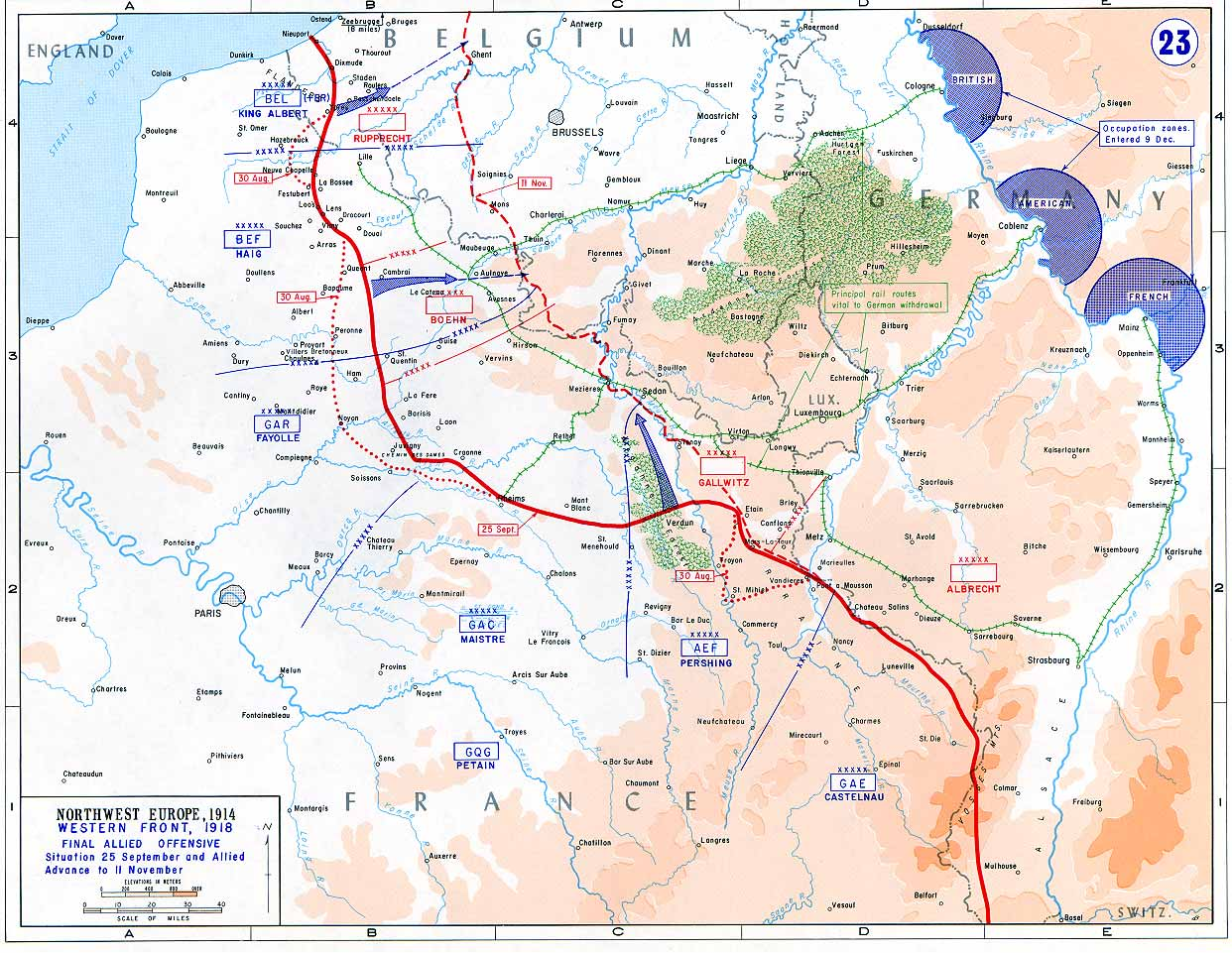
A végső antant offenzíva
(1918. augusztus 30.–november 11.)

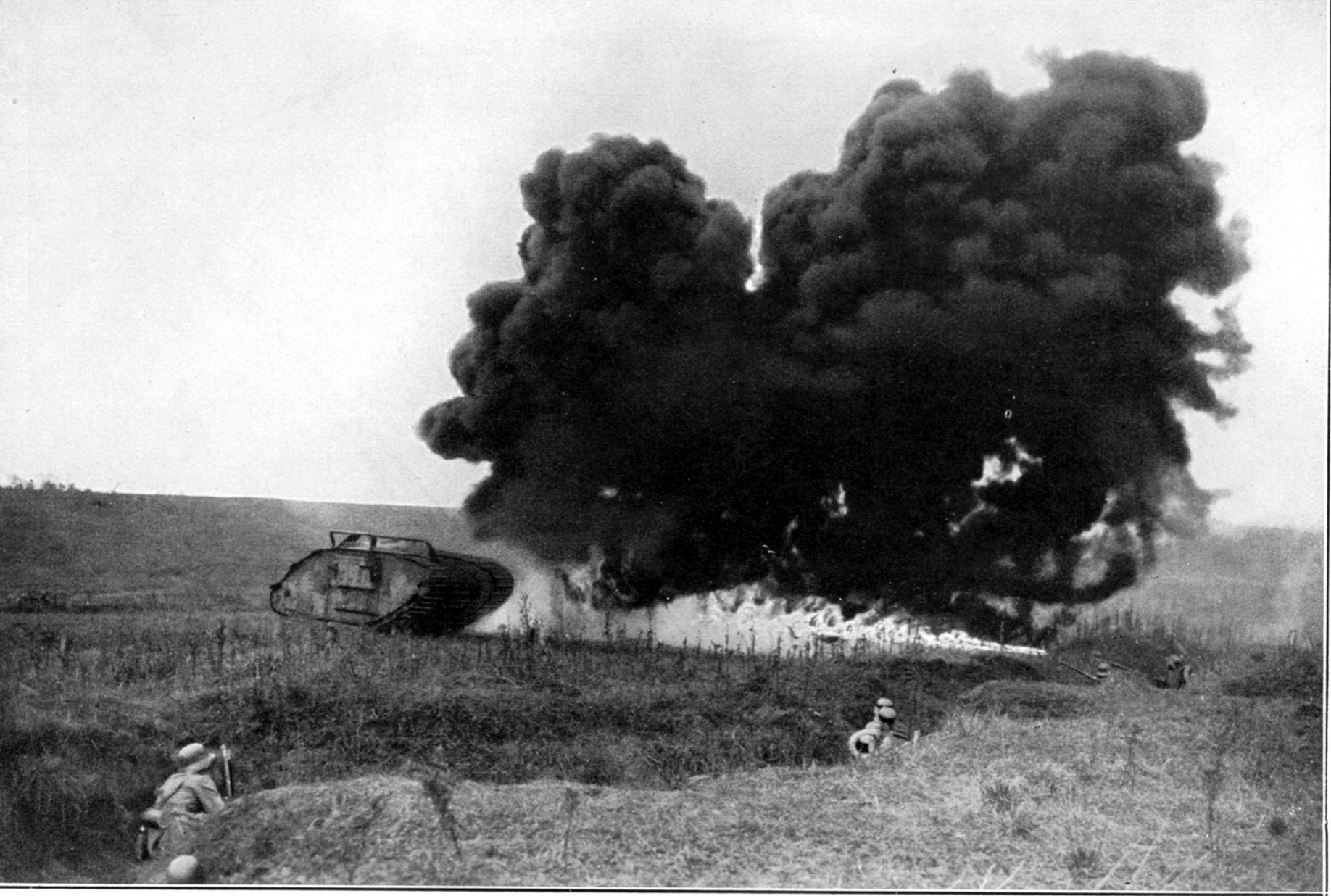
A német katonák 1918 nyarán egyre inkább defenzívába szorultak: egy brit Mark IV típusú harckocsit lángszóróval igyekeznek megállítani

Az 1918. augusztus 8-án megkezdődött amiens-i csata során a német hadsereg súlyos vereséget szenvedett és ezt a napot nevezik „a német hadsereg fekete napjának”, mely felvezette az antant száz napos offenzíváját. A sűrű köd védelmében Villers-Bretonneux-tól keletre 530 brit és 70 francia harckocsi tört be ausztrál és kanadai gyalogosok támogatásával a német vonalak közé, melyek nem rendelkeztek kellő számú védővel és meglepte őket a támadás. Az ezt a frontszakaszt tartó 2. német hadsereg a tavaszi offenzíva után lehangoló állapotban volt. A német veszteségek csak augusztus 8-án 27 000 főt tettek ki, közülük legalább 12 000 fogságba esett, a csata végére a veszteség 75 000 főre nőt, közülük 50 000 volt hadifogoly. A hadműveleti siker (maximálisan 20 km-re való benyomása a frontnak Bray-sur-Somme-ig és Chaulnes-ig) a németek márciusi támadásaihoz viszonyítva átlagosnak mondható, a morális hatás ellenben rendkívüli volt, legfőképpen azért, mert a német hadsereg jelentős része elveszítette akaratát a harc folytatásához.
Augusztus 13-án az OHL arra a következtetésre jutott, hogy a kezdeményezést már nem lehet visszaszerezni a háborúban. A Spában augusztus 13-14-én megtartott konferencia során az OHL a császárral és Hertling kancellárral szemben azt a véleményt képviselte, hogy a védekező hadműveletek az ellenség harci kedvének gátat fognak szabni és Németországnak csak a következő katonai siker után kellene felkínálnia a béketárgyalások lehetőségét. Hertling kancellár, Paul von Hintze külügyminiszter és IV. Károly kifogásait nem vették figyelembe, hanem továbbra is az OHL elképzelései maradtak mérvadóak.
Szeptember közepéig az antant apránként tudott területeket nyerni, augusztus 21-én a britek a Somme melletti Albert településnél támadtak, szeptember elejére a németek ismét a márciusi offenzívájuk kiindulási vonalán álltak, majd az OHL szeptember 2-án elrendelte a Siegfried állásba való visszatérést. Szeptember 12-én az amerikaiak megkezdték első önállóan végrehajtott offenzívájukat, ami a St. Mihiel-i csatát eredményezte. Ezt követte a Maas-Argonnok offenzíva megnyitása szeptember 26-án, mely egészen a háború végéig eltartott és melynek keretében szeptember 29-én első ízben sikerült áttörni a Siegfried állást. Bár eleinte főleg a tapasztalatlan amerikaiaknak súlyos veszteségeket tudtak okozni, a német csapatok egyre inkább demoralizálódtak. Az egységek állománya az emberveszteségek, dezertálások, fogságba esések és betegségek következtében drasztikusan csökkent és nem álltak már rendelkezésre tartalékok a feltöltésükre. Ehhez jött még az elégtelen ellátmány – nevezetesen az alapélelmiszerek, mint például a burgonya hiánya – és egyéb ellátásbeli problémák. Az antant egyre jobban érvényesíteni tudta a számbeli fölényét, emellett a taktikai újításai révén hatékonyabb tudott lenni, mint korábban. Habár a katonáikat – főleg az Egyesült Államokéit – a spanyolnátha második (őszi) hulláma jobban érintette, mint a németeket, arányosan a németeknek mégis nagyobb problémát okozott a betegség. Az amerikaiak a spanyolnáthában több katonát veszítettek el, mint harccselekmények közben. A német front mindezek ellenére a november 11-ei fegyverszünetig nem omlott össze teljesen, ami erősítette a háború utáni tőrdöfés-legendát. 1918 novemberében a németek Franciaországnak már csak egy kis területét tartották megszállva, illetve Belgium területének jó fele részét a teljesen elfoglalt Luxemburg mellett. Az antant kezén alig volt német terület.

## Németország szövetségeseinek összeomlása 1918 októberében

„A békéről beszélnek és titkon a tőrt szorongatják!” – olasz propagandaplakát, mely IV. Károly 1918 áprilisi békeajánlatát állítja be ravasz lépésnek

A Palesztina területén szeptember 19-21. között megvívott megiddói csata jelentette az oszmán hadsereg végső vereségét. Jelentősebb volt ennél azonban az, hogy szeptember közepén a bolgár hadsereg összeomlott és az ország ezért szeptember 26-án feltétel nélküli fegyverszünetet kért. Bulgáriával szeptember 29-én kötötték meg a thesszaloniki tűzszüneti egyezményt, amivel Románia a fontos olajmezőivel illetve az Albániában és Szerbiában harcoló osztrák-magyar csapatok és maga Magyarország is fenyegetetté vált. Még ezt megelőzően, szeptember 14-én küldött Ausztria-Magyarország egy – először válasz nélkül maradt – jegyzéket az antantnak, melyben békét kért. Ez a fejlemény és a nyugati fronton végrehajtott átfogó antant támadások vezettek oda, hogy Ludendorff szeptember 28-án a Spában lévő főhadiszálláson (Großes Hauptquartier) idegösszeomlást kapott. Az OHL szeptember 29-én Paul von Hintze külügyminiszternek, majd közvetlenül utána Vilmos császárnak is felvázolta a katonai helyzetet. A megbeszélésen abban állapodtak meg, hogy „felülről hajtanak végre forradalmat” (Revolution von oben) azáltal, hogy egy nemzeti kormányzatot állítanak fel a Reichstagban jelen lévő valamennyi párt bevonásával. Szóba került a katonai diktatúra is mint megoldás, de ennek bevezetését végül elvetették. A demokratikus reformokat ellenző Georg von Hertling kancellár késve érkezett Spába, ahol már kész tények elé állították, mire válaszul lemondott. Az utóda október 3-tól Miksa badeni herceg lett, aki új kormányt alakított, melybe első ízben Philipp Scheidemann és Gustav Bauer személyében szociáldemokraták is helyet kaptak. Előtte nap, október 2-án Erich von dem Bussche-Ippenburg őrnagy felvázolta a kilátástalan katonai helyzetet a Reichstag elképedt pártvezetői előtt. Az új kancellár és a kormányzat kifogásainak az azonnali fegyverszünet ellen Ludendorff nem adott helyt, így a kabinet október 4-5. éjjel jegyzéket küldött Woodrow Wilson elnöknek. Wilsont ebben arra kérték fel, hogy a 14 pontból álló programja valamint annak 1918. szeptember 27-ei 5 pontból álló kiegészítése alapján állítsa helyre a békét és érje el az azonnali fegyvernyugvást. A német kérés szempontjából rosszkor jött, hogy október 10-én egy német tengeralattjáró elsüllyesztette a Leinster brit utasszállítót, ami az amerikaiak október 14-ei és 23-ai jegyzékében is visszaköszönt. Wilson lényegében a német hadsereg leszerelését illetve a politika és a hadsereg parlamenti ellenőrzés alá vonását követelte a béketárgyalások megkezdésének feltételeként (de nem feltétlenül a fegyverszünethez). Ludendorff és Hindenburg az október 14-ei és 23-ai amerikai jegyzékek után ismét elutasítóan viszonyultak a béketárgyalásokhoz és császári engedély nélkül a főhadiszállásról Berlinbe utaztak, ahol október 24-én hadparancsban (Armeebefehl) deklarálták, hogy a leszerelésre vonatkozó legutóbbi wilsoni pontok elfogadhatatlanok. Badeni Miksa kancellár személyi változást követelt az OHL-ben, ezért Ludendorff és Hindenburg október 26-án Vilmos császártól a menesztésüket kérték. A császár elfogadta Ludendorff kérelmét, de Hindenburgét nem. Az októberi reformokkal megváltozott Németország kormányzati formája, október 28. és november 9. között az ország parlamentáris monarchia volt – egyedi alkalomként a történelme során.

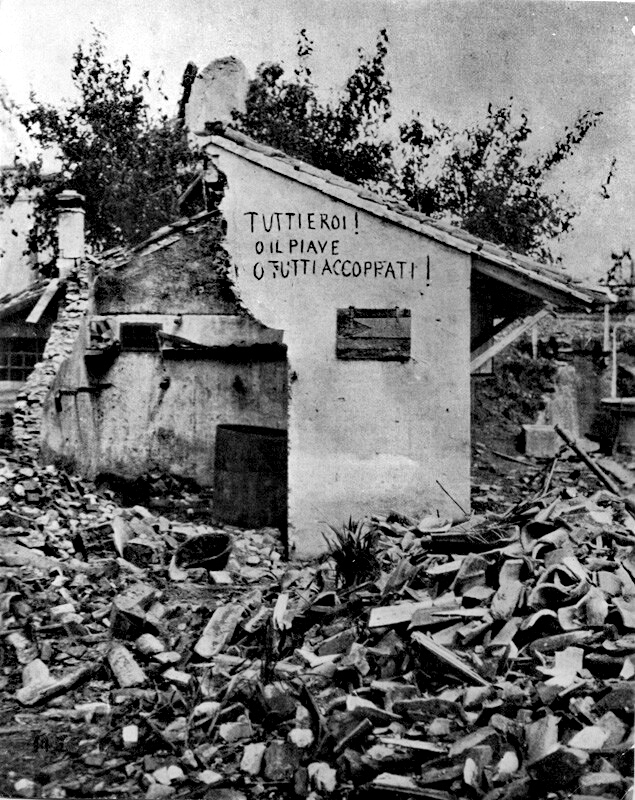
A második piavei csata – egy házfal az ismertté vált felirattal: „Mindenki hős! Vagy a Piave, vagy mindenki meghal!”

A Monarchiában 1918-ban nagyon megromlott a helyzet. A katonák alultápláltak voltak, egyre több volt a dezertálás, öngyilkosság és különböző járványok terjedtek. A hadsereg láthatóan bomladozott, a hadiipar az összeomlás szélére került. Csehország, Galícia, Magyarország és Felső-Ausztria leállították az élelmiszerszállítást a Birodalom többi részébe, ahol pedig éhínség volt. Mindeközben látványos botrányok és kudarcok rázták meg a Monarchiát, mint a Sixtus-affér 1918 áprilisában, a Szent István csatahajó elsüllyedése június 10-én, a második piavei csata június 15-22. között és Gabriele D’Annunzio propaganda célúnak szánt és zavartalanul végrehajtott repülése Bécs felett augusztus 9-én. Augusztus 21-én a megbízott vezérkari főnök, Alfred von Waldstätten a Bellunóban megtartott megbeszélésen ismertette a hadseregek tábornokaival a helyzet kilátástalanságát. A szeptember 14-ei első békemenetet október 4-én egy újabb követte. 1918 októberében a Monarchia kezdett felbomlani, aminek IV. Károly október 16-ai, népeihez szóló kiáltványa (Völkermanifest) sem tudott gátat szabni, sőt felgyorsította a folyamatot. Október 6-án Zágrábban megalakult a Szlovének, Horvátok és Szerbek Nemzeti Tanácsa, Budapesten október 25-én az őszirózsás forradalom következtében megszerveződött a Magyar Nemzeti Tanács. Már előtte nap a magyar kormányzat utasítást adott a császári és királyi hadseregben szolgáló magyar katonáknak az azonnali hazatérésre. Ezzel egyidőben kezdődött a Vittorio Venetó-i csata, október 27-én az antant csapatai hídfőállásokat tudtak létrehozni a Piave keleti partjain. Az osztrák-magyar csapatok megtagadták az ellentámadás végrehajtására utasító parancsokat, amivel a helyzet reménytelenné vált. Október 28-án Ausztria-Magyarország fegyverszünetet kért. Ugyanezen a napon Prágában kikiáltották a köztársaságot és megalapították Csehszlovákiát, október 29-én pedig a „Szlovének, Horvátok és Szerbek Államát”. A lengyel régensi tanács már október 7-én kikiáltotta a második lengyel köztársaságot, emellett október 11-én átvette a katonai irányítást. Október 30-án a nem német lakta területrészek elválására reagálva létrejött Német-Ausztria (Deutschösterreich). November 1-én Magyarországon alakult független kormányzat, miután október 31-én az Ausztriával való perszonálunió fel lett mondva. Ezzel az Osztrák-Magyar Monarchia megszűnt. Az a próbálkozás, hogy a fegyverszüneti megállapodás feltételeinek elfogadását a parlamenti pártokra hárítsák, ellentétben Németországgal nem járt sikerrel, mivel azok vonakodtak befejezni egy a császár által megkezdett háborút (így fogalmazott az osztrák szociáldemokrata párt alapítója, Victor Adler az államtanácsban). November 3-án Viktor Weber von Webenau tábornok aláírta a fegyverszüneti megállapodást az antanthatalmakkal a Villa Giustiban. November 11-én IV. Károly lemondott az államügyekben való mindennemű részvételéről Ausztriát, november 13-án Magyarországot illetően. Ezzel ért véget a Habsburg monarchia története.

## A novemberi forradalom Németországban és a fegyverszüneti egyezmény

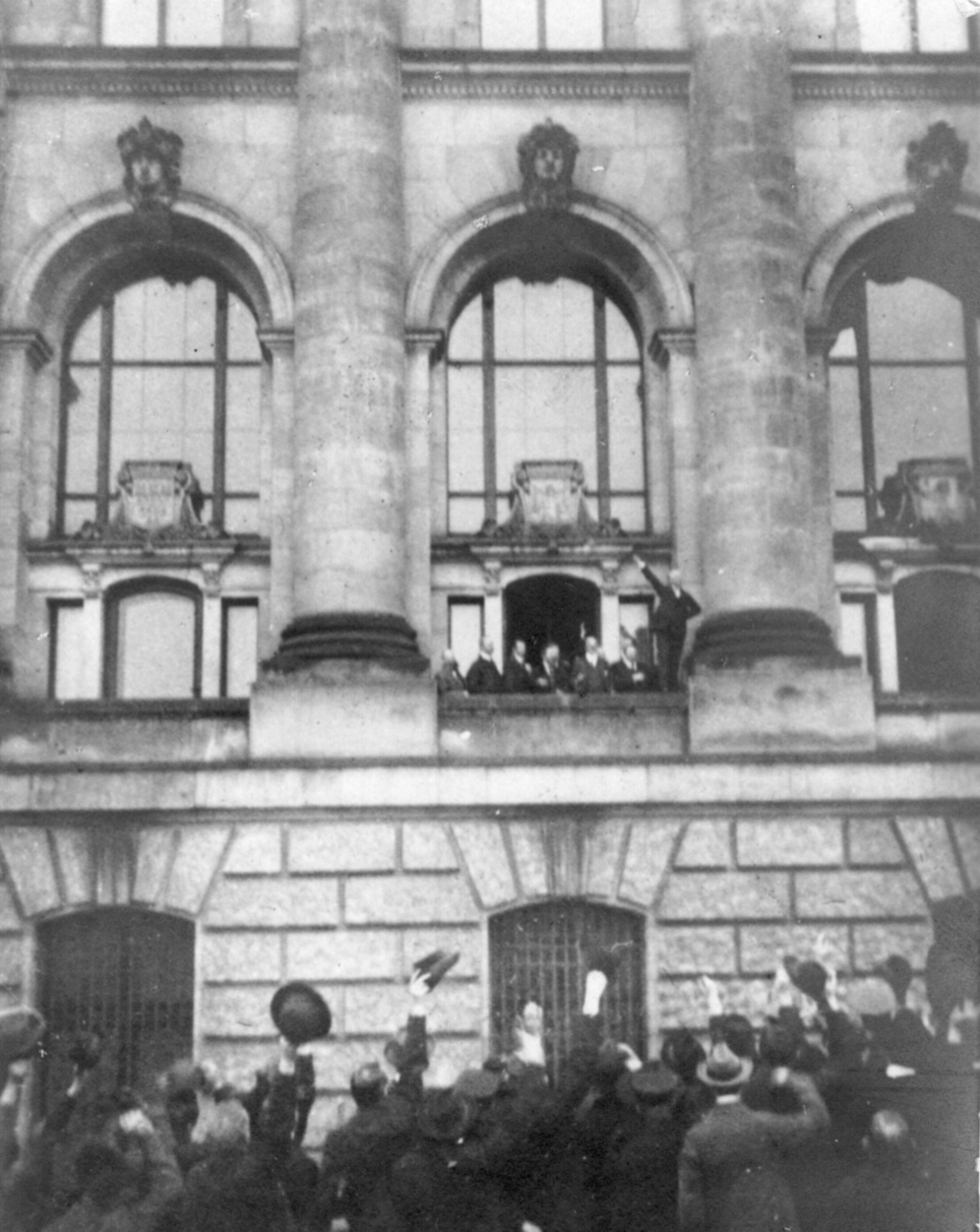
Philipp Scheidemann november 9-én a Reichstag nyugati erkélyéről kikiáltja a köztársaságot

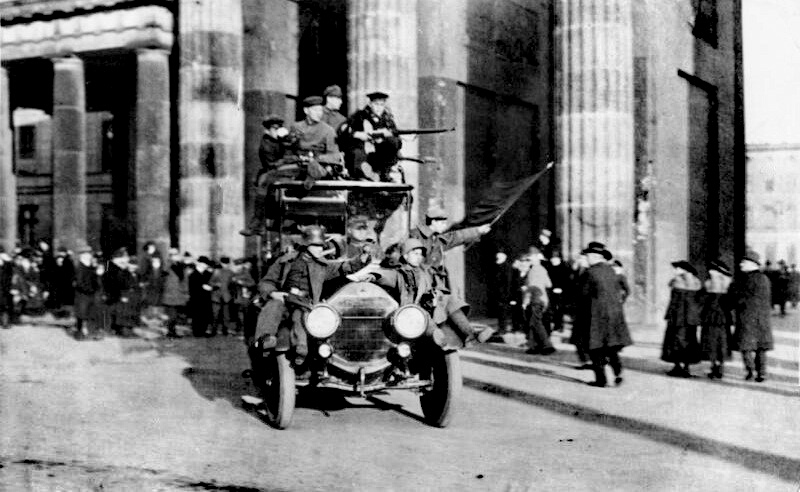
A novemberi forradalom: forradalmár katonák november 9-én a Brandenburgi kapu előtt Berlinben

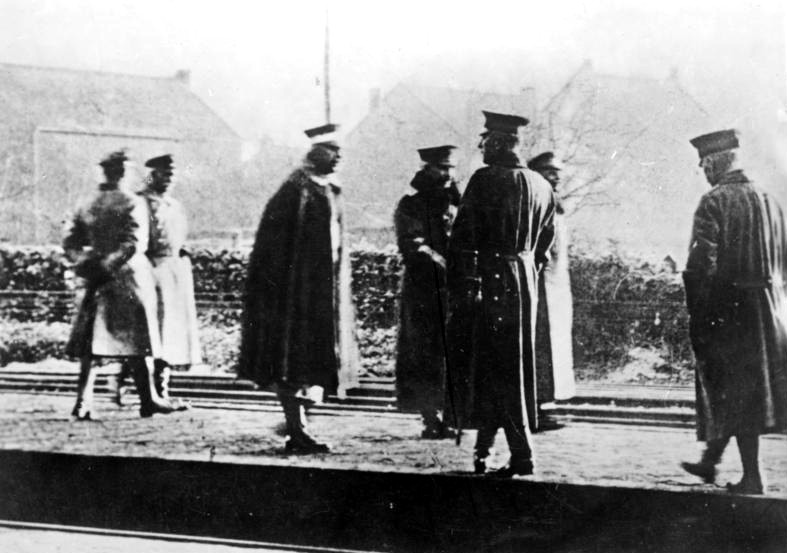
II. Vilmos császár (balról a negyedik) hollandiai száműzetésébe távozik, itt a belga-holland határon lévő Eysden vasútállomásán

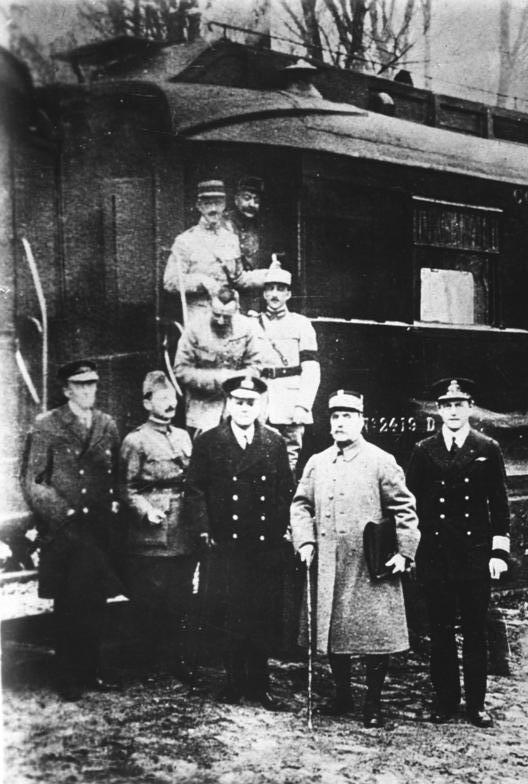
Foch marsall (jobbról a második) és delegációja a fegyverszünet aláírása után

Már szeptember 30-án, egy nappal Ludendorff fegyverszüneti kérelme után Reinhard Scheer tengernagy, az augusztusban létrehozott Seekriegsleitung vezetője konkrét okok megadása nélkül összevonta a Nyílttengeri Flotta erőit a Wilhelmshaven Schillig-révnél. A flottaparancsnokságnak jelezték, hogy a német flotta kiszolgáltatását tartalmazó követelésnek eleget kellene tenni. Alfred von Trotha ellentengernagy erre reagálva az 1917 tavaszi és 1918 áprilisi támadótervek alapján tervezett fellépni a brit főerőket tömörítő és számban kétszer olyan erős brit Grand Fleet ellen. A hadműveleti terv szerint a teljes flotta október 30-án éjszaka a Hoofden irányába hajózott volna ki és intézett volna támadást a flandriai partok és a Temze torkolata ellen. Mivel valószínűnek vélték, hogy a brit flotta a haza vezető útjukat a Német-öböl felé igyekszik majd elvágni, a német flottavezetés a hadművelet második napjának késő esti óráiban Terschelling szigetének környékén számított egy nagy tengeri csata kibontakozására. A német tengernagyok reális esélyt láttak a győzelemre, azaz nem öngyilkos akció végrehajtására készültek a hajóikon szolgáló mintegy 80 000 tengerésszel, bár ez utóbbi eshetőségnek nagyobb esélyét látták. A tervről a kancellárt és a császárt nem értesítették, ellenben Ludendorffot igen. A hadművelet végrehajtása mögött a tengernagyok becsületbeli és egzisztenciális kérdését látják, mivel ők úgy vélhették, hogy a flotta egy utolsó jelentős bevetése nélkül annak várható újjáépítése lenne veszélyeztetve. Az ezt tartalmazó október 24-ei flottaparancs három nappal később, október 27-én több nagyobb hajón parancsmegtagadáshoz vezetett. Franz von Hipper tengernagy, a Hochseeflotte parancsnoka október 29-én visszavonta a kifutási parancsot és a hajórajokat visszaküldte a mindenkori állomáshelyükre. A nyugtalanságokkal leginkább sújtott III. csatahajóraj november 1-én futott be Kielbe, ahol 47 matrózt letartóztattak. Ezen rendelkezés elleni tiltakozási akciókból, melyek során november 3-án hét munkást és katonát lőttek agyon, ebből nőtte ki magát a kieli matrózfelkelés. Az MSDP vezetése, melynek az októberi reformok elegendőek voltak és ezért a forradalmat elutasította, a dolgok további alakulásának már nem tudott gátat szabni. A novemberi forradalom hamar elérte a városokat és a falvakat. A Birodalom területén mindenütt katona- és munkástanácsok jöttek létre, melyek november 6-án Hamburgban, november 7-én Münchenben átvették a hatalmat. Az október 29-ike óta a spai Nagy Főhadiszálláson tartózkodó Vilmos császár november 1-én Woodrow Wilson amerikai elnök hivatalos jegyzékét olvasva érezte magát első ízben felszólítva a lemondásra. 39, a nyugati fronton szolgáló parancsnok megkérdezése után november 9-én azt a választ kapta, hogy a katonáknak a forradalom ellen való küldése esetén többnyire megtagadnák a parancsot.
Az MSDP november 7-én ultimátumszerűen felszólította a kancellárt, hogy a császárt vegye rá a lemondásra, máskülönben a párt kilép a kormányzatból. Az MSDP attól tartott, hogy máskülönben nem tudná visszatartani a forradalmat. Mivel a lemondásra tett bizonytalan beleegyezése után sem mondott le a császár, a berlini nagyüzemek általános sztrájkba kezdtek, hatalmas embertömegek vonultak végig az utcákon vörös zászlók alatt, melyeket számos nyilvános épületre, köztük a Brandenburgi kapura is kitűztek. Az MSDP 9 órakor kilépett a kormányzatból, Badeni Miksa kancellár önhatalmúlag bejelentette Vilmos császár lemondását és Vilmos koronaherceg trónról való lemondását, a saját hivatalát pedig Friedrich Ebertnek adta át. Philipp Scheidemann 14:00-kor – Ebert beleegyezése nélkül – kikiáltotta a német köztársaságot. Karl Liebknecht a Spartakus-szövetségből délután négy órakor a szabad szocialista német köztársaság létrejöttét jelentette be. A párt támogatóinak nyomására az eddig egymással ellenséges viszonyban lévő MSDP és USPD pártok november 10-én létrehozták a Népbiztosok Tanácsát. Liebknecht azon követelését, hogy helyezkedjenek szembe az MSDP-vel, gyakorlatilag senki nem támogatta. Vilmos császár, aki tartott attól, hogy a cári család sorsára jut, még aznap Spából Hollandiába menekült, ahol november 28-án formailag és véglegesen lemondott Poroszország koronájáról és a német császári koronáról. Vilmos távozásakor nem mondott köszönetet a népének és a katonáinak, akik az ő nevében harcoltak, és nem emlékezett meg az elesettekről sem. A konzervatív oldalról is sokan úgy érezték, hogy előzetes lemondás nélkül való emigrálása dezertálással ér fel. Az Ebert-Groener paktumban Ebert kancellár és Wilhelm Groener tábornok megegyeztek arról, hogy közösen lépnek fel a tisztán meg nem határozott „bolsevik” csoportosulásokkal szemben, aminek messzeható következményei lettek a Weimari köztársaságra nézve.
Az antant október 29-től november 4-ig Párizsban tartott konferenciát a fegyverszünet feltételeinek meghatározása céljából. A németektől egyszerre érkezett békeajánlatot és fegyverszüneti kérelmet a vereség beismeréseként értékelték. Edward Mandel House amerikai képviselő emiatt Georges Clemenceau francia, és David Lloyd George brit miniszterelnököt nem is tudta rávenni teljes mértékben a wilsoni 14 pont figyelembe vételére, ezért a november 5-ei ún. Lansing-jegyzék két súlyos szigorítást tartalmazott: a hajózás szabadságát (és ezzel a blokád megszüntetését) csak későbbi tárgyalások során fogják szabályozni, és a „megszállt területek visszaállítása” magába foglalja az átfogó jóvátételek iránti igényt is. A válasz november 6-án érkezett meg Berlinbe, ahol a kibontakozó novemberi forradalom és az OHL részéről érkező sürgetés miatt már azt fontolgatták, hogy a válasz megérkezése nélkül is egy fehér zászlós delegációt küldenek át a frontvonalon. Eredetileg Erich von Gündel tábornokot szánták a német fegyverszüneti bizottság első számú felhatalmazottjának, Spában azonban Mathias Erzberger államtitkár (Német Centrumpárt) és Paul von Hintze hamar megegyezett arról, hogy Erzberger veszi át a vezetést, amihez Erzberger még Berlinben biankó papírost kapott. Az ötlet, hogy a fegyverszüneti bizottság vezetését egy polgári alkalmazott államtitkárra (de facto miniszterre) bízzák, magától Erzbergertől származott és a november 2-ai kabinetülésen vetette fel. Ez a részlet később a „tőrdöfés-elmélet” számára vált fontossá.
A négytagú delegációhoz Erzberger mellett Detlof von Winterfeldt tábornok, Ernst Vanselow sorhajókapitány és Alfred von Oberndorff diplomata tartozott. A delegáció a mai La Flamengrie-nél lépte át a frontvonalat (a mai Monument de la Pierre d’Haudroy emlékműnél) november 7-én és másnap a korai órákban érkezett a compiègne-i erdőben lévő compiègne-i tisztásra, ahol Ferdinand Foch a compiègne-i vagonban felolvastatta számukra a fegyverszünet feltételeit, amit azok nagyon szigorúnak találtak. Hindenburg november 8-án este két – részben kódolatlan – táviratban nyomatékosan felszólította a delegációt arra, hogy a feltételeket akkor is fogadják el, ha azok enyhítésére nincs lehetőség. Az ezt követő tárgyalások során csak kismértékű könnyítéseket sikerült elérniük. November 11-én reggel 05:12 és 05:20 között (francia idő szerint) a két delegáció aláírta a compiègne-i fegyverszüneti egyezményt. Ennek értelmében a németeknek 14 napon belül el kellett hagyniuk a megszállt területeket, továbbá a német hadseregnek a Rajna bal partját is el kellett hagynia, valamint a jobb parton három hídfőnek szánt települést (Mainz, Koblenz, Köln) 25 napon belül. A breszt-litovszki béke és a bukaresti béke érvényét veszítette, valamint nagy mennyiségű szállítóeszközt, fegyvert le kellett adni és a flotta nagy részét internáltatni kellett, hogy a Német Birodalom számára lehetetlenné tegyék a háború folytatását. A fegyverszünet francia idő szerint 11:00 órakor lépett érvénybe (közép-európai idő szerinti 12:00-kor) és ekkor még csak 36 napra volt érvényes, lényegében azonban véget vetett a háborúnak.